# Abel (film)
Abel is een Nederlandstalige speelfilm uit 1986 van de Nederlandse regisseur Alex van Warmerdam met in de hoofdrollen Alex van Warmerdam en Annet Malherbe.
De film is gebaseerd op een origineel scenario van Alex van Warmerdam. Abel trok ruim 300 duizend bezoekers en was een onverwacht succes in de bioscoop (de film begon met 10 kopieën om er met 30 te eindigen). Later werd Abel bekroond met een Gouden Kalf voor 'Beste Film' en een Gouden Kalf voor 'Beste Regie'.

## Verhaal
De 31-jarige Abel woont nog steeds thuis en is in geen tien jaar buiten geweest. Vader Victor ergert zich hier zeer aan, maar door moeder Duif wordt hij juist vertroeteld. Hij brengt zijn dag door met het bespieden van de buren, het tegen elkaar opzetten van zijn ouders en vruchteloze pogingen vliegen in volle vlucht met een enorme schaar door midden te knippen. De vader schakelt een psychiater in, die de schuld bij de moeizame relatie van de ouders legt; ontbiedt een magnetiseur, wiens werk prompt door Abel wordt gedwarsboomd; en probeert zijn zoon te koppelen aan een meisje van zijn toneelvereniging. Als moeder en zoon samen stiekem een televisietoestel blijken te hebben aangeschaft is de maat vol en zet de autoritaire vader - "Er komt geen televisie in dit huis." - zijn zoon op straat.
Abel ontmoet Zus, die bij peepshow 'Naakte Meisjes' werkt. Zij ontfermt zich over hem. Zus heeft een verhouding met een getrouwde man. Abel komt erachter dat die man niemand minder is dan zijn vader. Moeder Duif ontdekt intussen waar Abel verblijft. In het huis van Zus komt het ten slotte tot een confrontatie.

## Rolverdeling
| Acteur                    | Personage                               |
| ------------------------- | --------------------------------------- |
| Alex van Warmerdam        | Abel                                    |
| Henri Garcin              | Victor                                  |
| Olga Zuiderhoek           | Duif                                    |
| Annet Malherbe            | Zus                                     |
| Loes Luca                 | Christine                               |
| Arend Jan Heerma van Voss | psychiater                              |
| Anton Kothuis             | magnetiseur                             |
| Peer Mascini              | toneelregisseur                         |
| Elmar Schiphorst          | serveerster                             |
| Josse de Pauw             | man echtpaar                            |
| Mieke Verdin              | vrouw echtpaar                          |
| Rien Boogaart             | de beer                                 |
| Aat Ceelen                | vergadering / pyjama-man / toneelspeler |
| Hennie Zwanenburg         | toneelspeler                            |
| Marc van Warmerdam        | visboer                                 |
| Jeroen Henneman           | cowboy                                  |
| Jan Willem Hees           | oude man op hometrainer                 |
| Otakar Votoçek            | verkouden man                           |

## Achtergrond
Abel was het debuut van Van Warmerdam als filmregisseur. Van Warmerdam had alleen ervaring als toneelregisseur en was aanvankelijk ook niet van plan om Abel zelf te regisseren. Hij wilde dat Frans Weisz de film zou regisseren, maar al snel bleek dat het scenario zo persoonlijk was dat alleen Van Warmerdam zelf de film kon regisseren. Van Warmerdam debuteerde ook als filmacteur. In de film speelt hij de zoon van Duif (Olga Zuiderhoek). Van Warmerdam was slechts zes jaar jonger dan Zuiderhoek en maakte zich zorgen of het bioscooppubliek dit zou pikken. Uit voorzorg verfde hij zijn opkomende grijze haren.

## Productie
De film die werd gemaakt in samenwerking met theatergroep Orkater en de VPRO werd bewust toneelmatig opgezet, met decors die zichtbaar in de studio zijn gebouwd. De bedoeling was om de film in zwart-wit te draaien. Dit werd hem afgeraden en Van Warmerdam koos toen toch voor kleur. De film is grotendeels gesitueerd in een fictief soort Hollandse jaren vijftig, waarbij Van Warmerdam zowel in de setting als in de dialogen de kneuterige details, die soms aan De Avonden van Gerard Reve doen denken, heeft uitvergroot. Er werd bijvoorbeeld niet gesproken over een peepshow, maar over 'naakte meisjes'. Ook zegt Abel halverwege dat hij nog nooit 'een neger heeft gezien'. Van Warmerdam had een hekel aan de vaak kunstmatig klinkende dialogen in Nederlandse films en liet zijn acteurs om die reden vaak op een ruzietoon praten. Een voorbeeld hiervan is als Abel en zijn ouders aan de ontbijttafel zitten. Vader en Abel zijn voortdurend aan het ruziemaken, terwijl moeder Duif beide partijen probeert te verzoenen. Daarnaast bevat de film een droogkomische humor, zoals de scène als de familie staat te wachten op het vuurwerk dat met oud en nieuw wordt afgeschoten. Niemand weet dat Abel de klok een uur verzet heeft. Dus staat iedereen om 23.00 uur te wachten op het vuurwerk, terwijl Abel zich verbaasd afvraagt waarom dat uitblijft.

## Prijzen
- Tijdens het Nederlands Film Festival 1986 kreeg Abel een Gouden Kalf voor 'Beste Film' en Alex van Warmerdam een Gouden Kalf voor 'Beste Regie'.
- In 1990 verkoos de Kring van Nederlandse Journalisten deze tragikomedie tot Beste Nederlandse Speelfilm van de jaren tachtig.
- Prijs van de Nederlandse Filmkritiek 1986.
- Zilveren Lessenaar voor de muziek.
- Door de lezers van 'de Volkskrant' in 1986 gekozen tot Beste film van het jaar.
- VPRO-prijs (Nederlandse film) 1987.
- In 1990, ter gelegenheid van de tiende editie van de Nederlandse Filmdagen, gekozen tot de beste Nederlandse speelfilm van de jaren tachtig door de Kring van Nederlandse Filmjournalisten.
- Prijs van de Italiaanse kritiek na de officiële presentatie op het festival van Venetië.

## Dvd
In 2000 werd Abel op dvd uitgebracht.

## Video
In 1986 werd Abel op  VHS uitgebracht.
Oplage1986 Abel is anders dan de oplage van Abel 2000 dvd.